# Ecnomus ancisus
Ecnomus ancisus là một loài Trichoptera trong họ Ecnomidae. Chúng phân bố ở miền Australasia.